# The Modern Dance
Albums de Pere Ubu
Dub Housing
(1978)
The Modern Dance est le premier album du groupe de post-punk américain Pere Ubu, sorti en Février 1978 chez Blank Records, un sous-label de Mercury Records.

## Liste des titres
Chansons écrites par Pere Ubu, sauf indication contraire.

### Face A
1. Non-Alignment Pact – 3:18
2. The Modern Dance – 3:28
3. Laughing – 4:35
4. Street Waves – 3:04
5. Chinese Radiation – 3:27

### Face B
1. Life Stinks (Peter Laughner) – 1:52
2. Real World – 3:59
3. Over My Head – 3:48
4. Sentimental Journey – 6:05
5. Humor Me – 2:44

## Personnel
- Tom Herman - guitare
- Scott Krauss - batterie
- Tony Maimone - basse
- Allen Ravenstine - synthésiseur EML, saxophone
- David Thomas - chant, musette